# イージーナンバー
イージーナンバー(英語：EasyNumber)は、国系や産業分野、事業内容、事業規模、事業形態などに関らず個々の企業を識別するために割り当てられる番号(企業コード)。
コンパニー・フランセーズ・ダシュランス・プール・ル・コメルス・エクステリュールと Creditreformによって設立された合弁会社であるEasynumber Companyが提供する。正式名称は「Enterprise Access System Number」。主に企業情報等に活用される。

## 仕組み
EasyNumber（イージーナンバー）は、機能的な事業活動を促進するツールである。 この番号は、それぞれ現地で使われている既存の識別番号（登記番号、納税者番号等）に追加されるもので、それらと同調している。
実際には、以下の構造をベースに19桁の番号から成っている：
- 最初の14桁は、企業自体のEasyNumberを示している: 12 桁の増進する番号 + 2 桁のコントロールキー から成る。
- 後ろの5桁は、企業の本支店毎に付与される

## 認知
2007年6月に開始されたEasyNumber（イージーナンバー） は、 BIAA , FECMAに認知され、欧州委員会 (CEN Workshop Agreement November 2009)　の期待に応えるものであった。2017年2月時点では、8千万社の企業にEasyNumber（イージーナンバー）が付与されていた。

## 脚註
1. ↑  http://www.cfo-news.com/Creditreform-and-Coface-present-the-Easy-Number-to-partners-from-around-the-world_a2412.html Creditreform and Coface present the Easy-Number® to partners from around the world, 英語
2. ↑  “アーカイブ” (英語). 2009年11月7日時点のオリジナルよりアーカイブ。2010年8月9日閲覧。
3. ↑  “アーカイブ” (英語). 2011年1月4日時点のオリジナルよりアーカイブ。2010年9月13日閲覧。
4. ↑  ftp://ftp.cen.eu/CEN/Sectors/TCandWorkshops/Workshops/CWA16036CyberID.pdf Cyber-Identity - Unique Identification Systems For Organizations and Parts Thereof> CEN Workshop agreement, November 2009, 英語
5. ↑  http://coface.com/News-Publications/Publications/2016-Activity-report 英語